# کاتلن فرنستروم
کاتلن فرنستروم (انگلیسی: Kathlene Fernström؛ زادهٔ ۲۶ اوت ۱۹۸۶) بازیکن فوتبال اهل سوئد است.